# 1995 aux Territoires du Nord-Ouest
Chronologie des Territoires du Nord-Ouest
- 1991
- 1992
- 1993
- 1994
- 1995
- 1996
- 1997
- 1998
- 1999

Cette page concerne les événements survenus en 1995 dans le territoire canadien des Territoires du Nord-Ouest.

## Politique
- Premier ministre : Nellie Cournoyea puis Don Morin
- Commissaire :
- Législature :

## Événements
- 16 octobre : élection générale dans les Territoires du Nord-Ouest : Nellie Cournoyea succède à Don Morin au poste de Premier ministre.